# المدرسة الدولية ACG (فيتنام)
المدرسة الدولية ACG هي مدرسة دولية خاصة تقع في مدينة هو تشي منه، فيتنام.

## الروابط الخارجية
1. ↑  "International Baccalaureate". Ibo.org. مؤرشف من الأصل في 2014-10-04. اطلع عليه بتاريخ 2012-07-10.